# Terra Australis

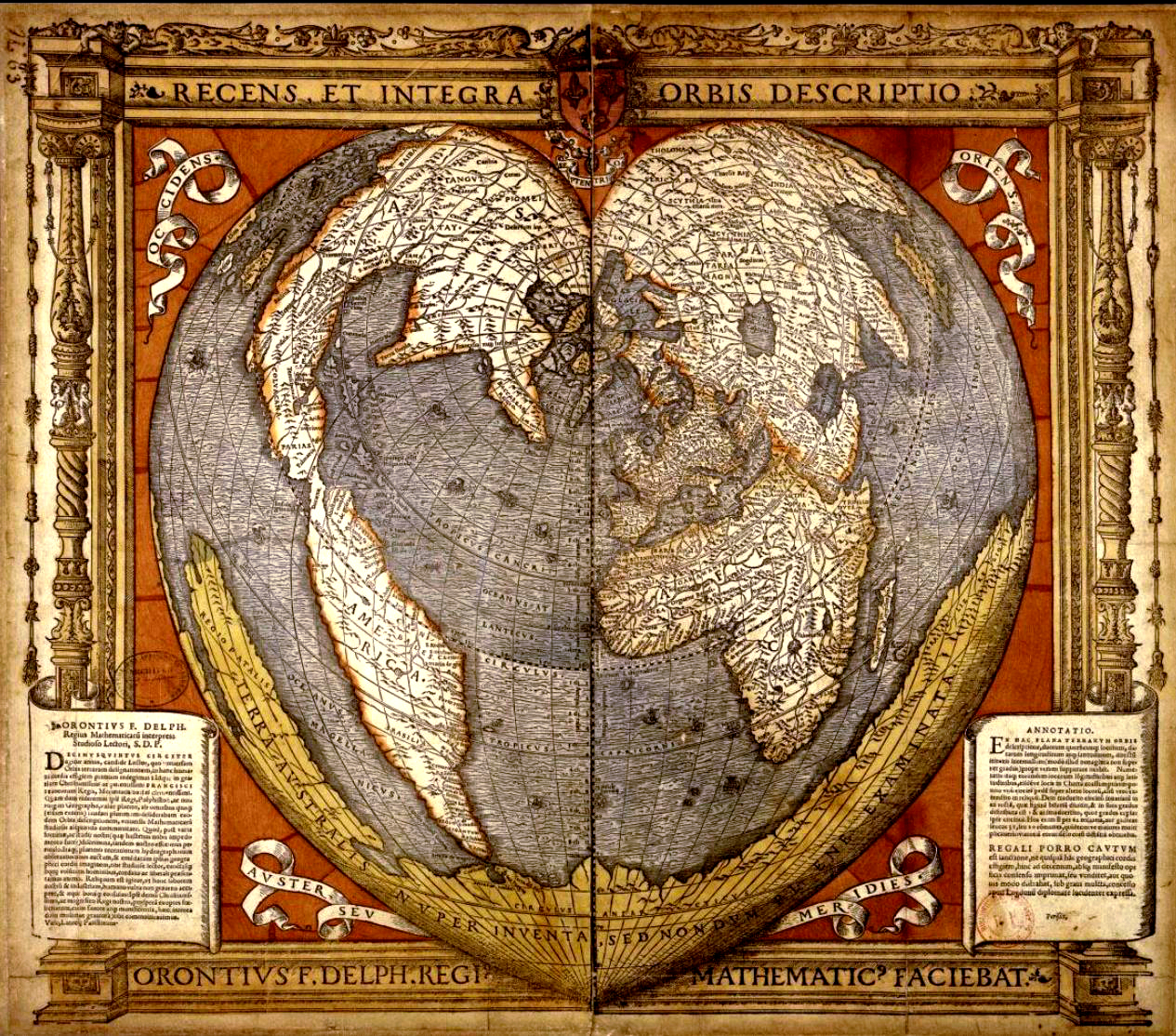
Mapamundi d'Oroncio Fineo (1536). La Terra Australis és el gran continent que figura a la part meridional

Terra Australis (de manera completa en llatí Terra Australis Incognita, la "Terra Desconeguda del Sud") va ser un continent imaginari amb orígens a la Grècia clàssica que solia aparèixer en els mapes europeus a partir del segle XV i fins al segle xviii.
El concepte va ser introduït per Aristòtil i Eratòstenes basant-se en prejudicis relacionats amb la simetria geomètrica. Les seves idees van ser posteriorment esteses per Ptolemeu, un cartògraf grec del segle i, que creia que l'oceà Índic estava tancat per una massa de terra al sud. Quan, durant el Renaixement Ptolemeu es va convertir en la principal font d'informació per als cartògrafs europeus, aquest continent va començar a aparèixer als mapes.

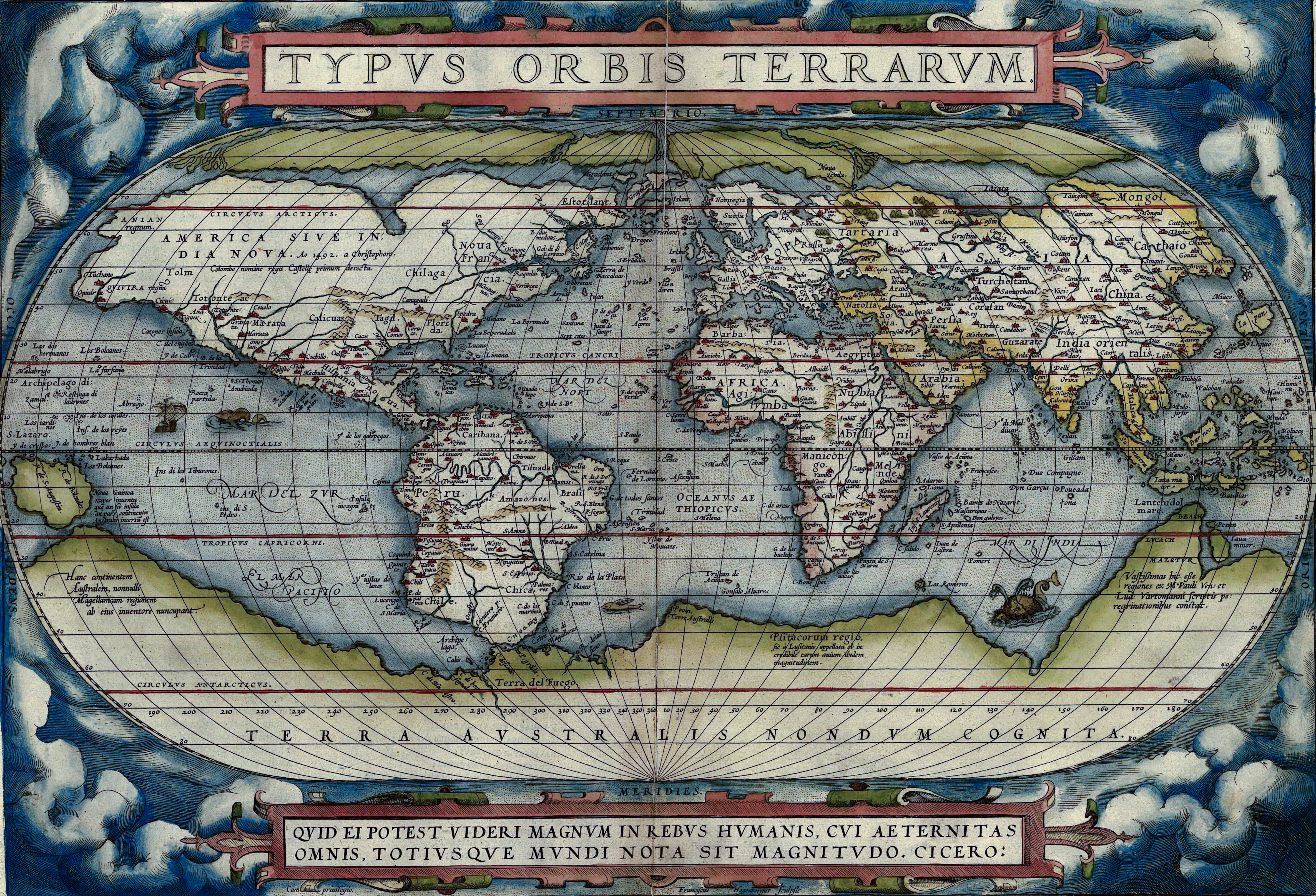
Mapamundi d'Abraham Ortelius (1570). Segueix apareixent la Terra Australis Incognita.

Encara que els viatges d'exploració van anar fent que es reduís la massa de terra de l'imaginari continent, els cartògrafs van continuar pintant-lo en els seus mapes i els científics van defensar aquesta opció amb els usuals arguments aristotèlics com ara que hauria d'haver-hi una gran massa de terra a l'hemisferi sud que fes de contrapès a la massa coneguda en l'hemisferi nord.

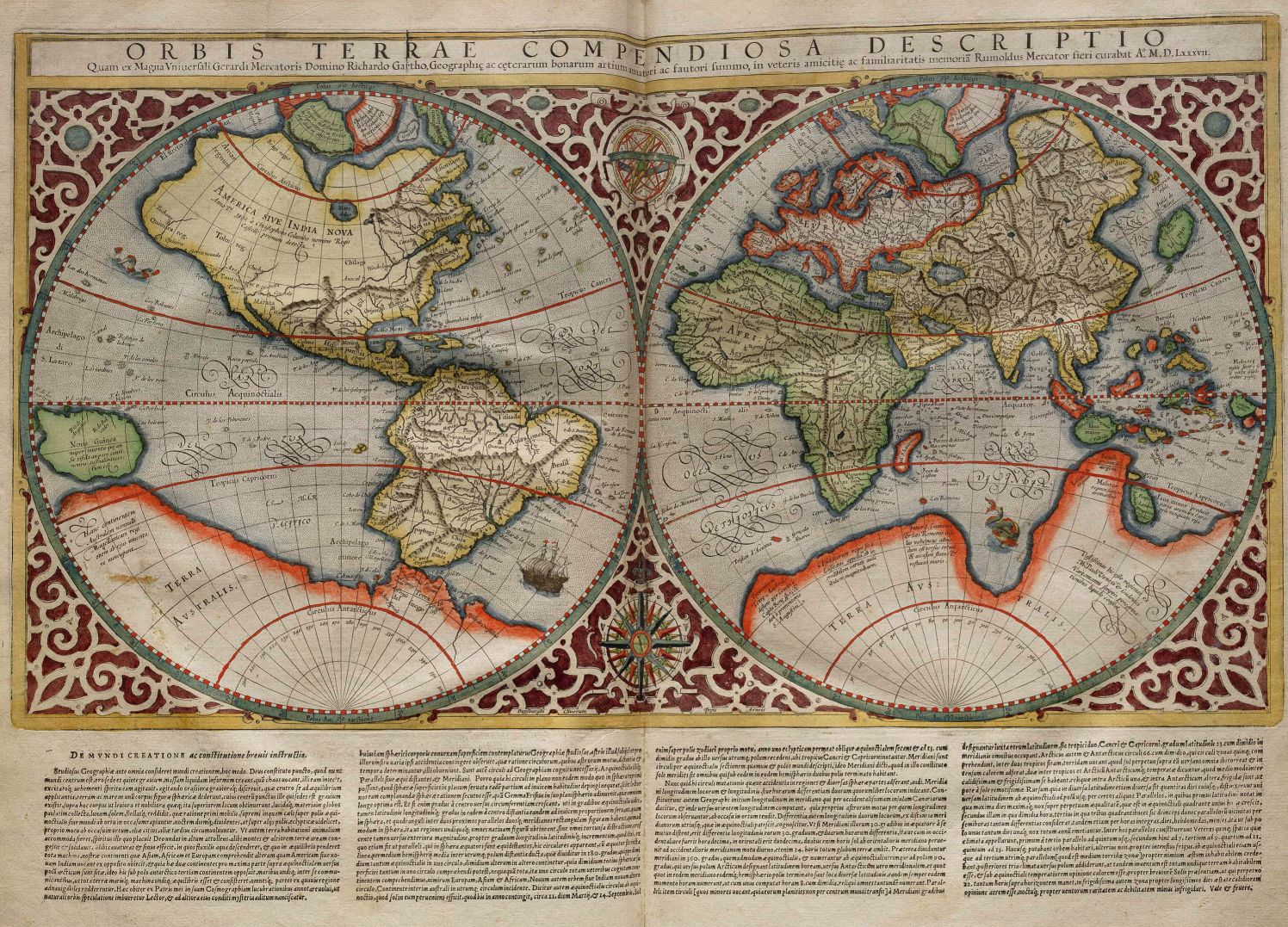
Planisferi de Mechelen Mercator (1587). Torna a figurar el continent imaginari.

La primera representació de Terra Australis en un globus terraqüi va ser probablement en el globus terraqüi perdut de Johannes Schöner el 1523 en el qual es creu que Oronce Finé va basar el seu mapa del món doble cordiforme (en forma de cor) de 1531.
Era freqüent que aquest continent es dibuixés al voltant del pol Sud però amb una superfície molt més gran que l'actual Antàrtida i estenent-se molt més al nord. Per exemple, Fernando de Magallanes el 1520 va creure que l'illa gran de Terra del Foc era part d'aquesta "Terra Australis Incognita". Nova Zelanda, descoberta per Abel Tasman el 1642, així com Austràlia, també van ser considerades com a part d'aquesta mítica massa terrestre.

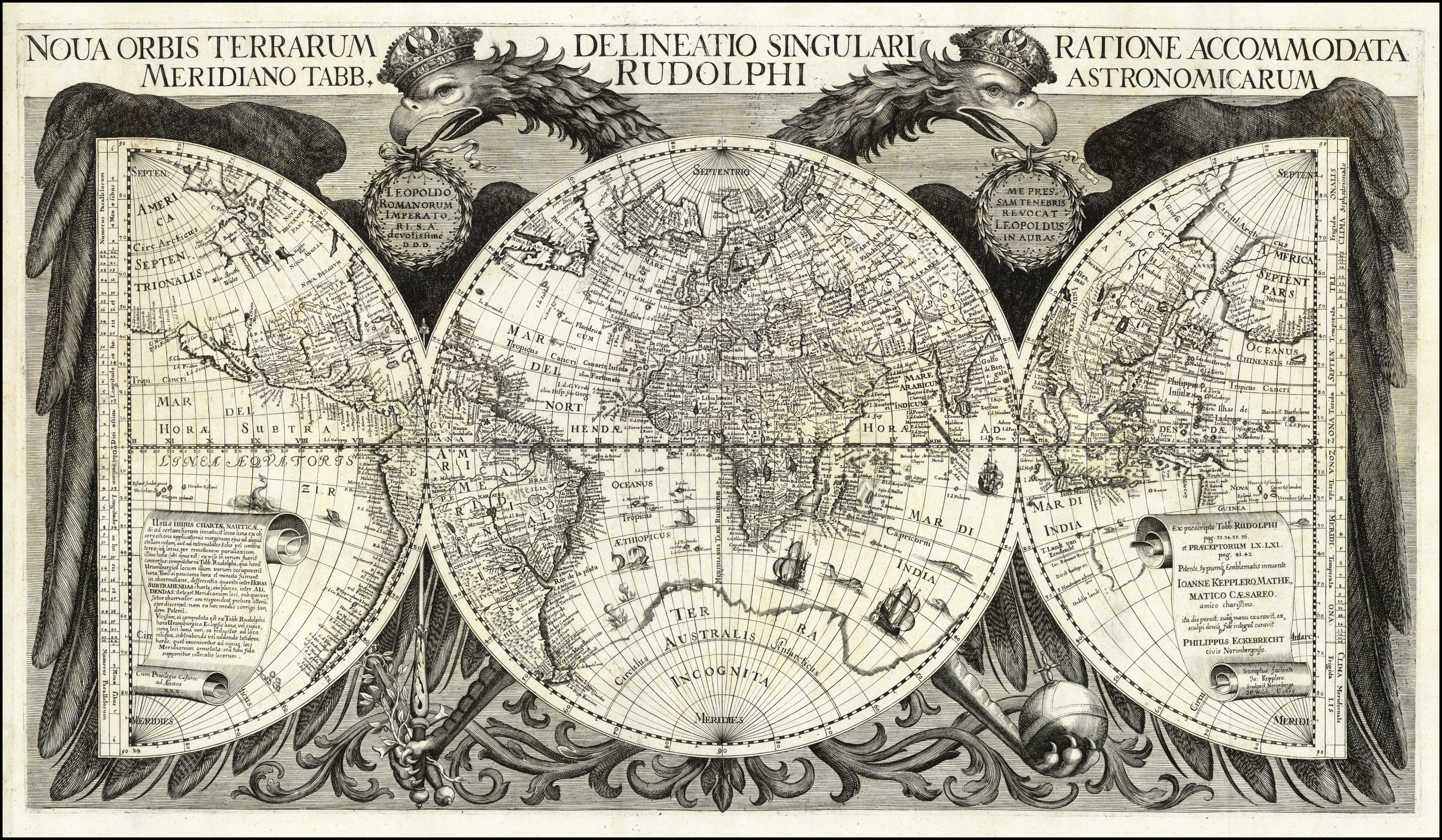
Mapa del món de la Tabulae Rudolphinae de Johannes Kepler (1627). Comença a dubtar de l'existència de la Terra Australis sota l'extrem meridional d'Amèrica.

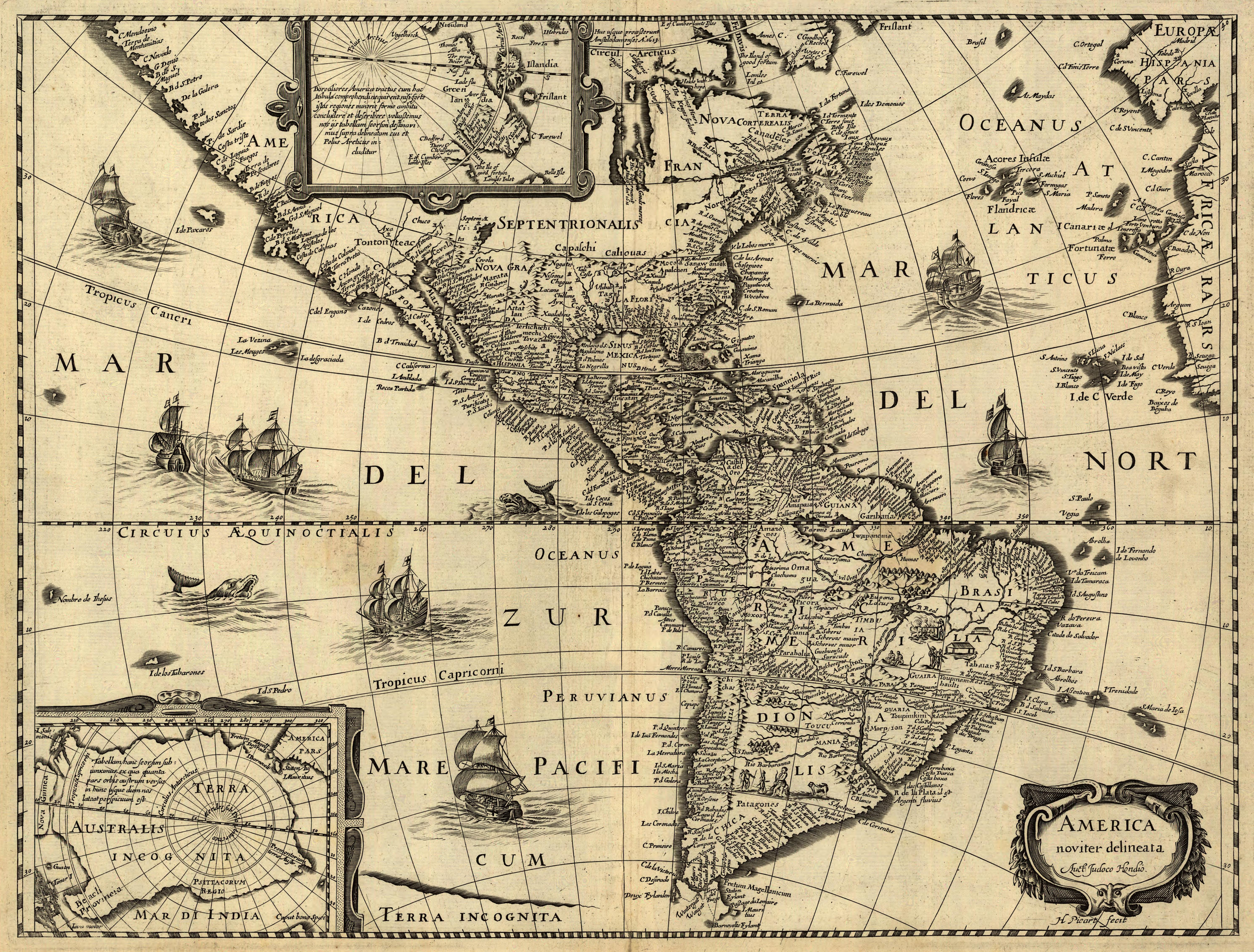
Mapamundi d'Amèrica on apareix Terra Australis.

A inicis del segle xvii marins espanyols com Francisco de Hoces (qui va descobrir el passatge després anomenat "de Drake") i Gabriel de Castilla,(1603) van ubicar concretament les costes de l'encara llavors anomenada "Terra Australis Incognita a les latituds reals.
El concepte d'aquesta mítica terra meridional va ser finalment corregit per James Cook. En el seu primer viatge va circumnavegar Nova Zelanda mostrant que no era part d'un continent més gran. En el seu segon viatge va circumnavegar el globus a una elevada latitud sud (en alguns llocs fins i tot creuant el cercle polar antàrtic) amb el que va mostrar que si hi hagués un continent a l'hemisferi sud aquest hauria d'estar confinat en zones polars i no en regions de clima temperat com s'havia pensat.
En temps moderns s'ha fet servir de vegades el terme "Terra Australis" com a sinònim del continent australià.